# 倉吉市営野球場
倉吉市営野球場（くらよししえいやきゅうじょう）は、鳥取県倉吉市の倉吉スポーツセンター内にある野球場。愛称グリーンスタジアム倉吉。施設は倉吉市が所有し、倉吉市教育振興事業団が指定管理者として運営管理を行っている。

## 歴史
1964年（昭和39年）完成。以来主に高校野球などアマチュア野球の試合が行われており、特に1985年（昭和60年）のわかとり国体では、KKコンビの高校時代最後の公式戦の舞台となったことで知られる。
プロ野球公式戦で初めて使用されたのは1981年5月23日の阪急ブレーブス × 南海ホークス戦である。その後も2試合公式戦開催実績がある。
特徴的な設備として、外野両翼にラッキーゾーンが設置されていることが挙げられる。ラッキーゾーンは、かつて阪神甲子園球場や阪急西宮球場、京都市西京極総合運動公園野球場、明治神宮野球場などにも設置されていたが、改修などを経て現在はいずれも撤去されている。しかし倉吉市営野球場の場合、外野・左翼側ラッキーゾーン内に照明塔が建っているために撤去することができず、現在に至るまで設置されたままである。
また、以前はフェンス広告が掲出されており、2000年（平成12年）に広告契約が切れてからもそのまま放置されていた。2003年（平成15年）、当時市長を務めていた長谷川稔の発案で、市営球場に愛称「グリーンスタジアム」を付与し、フェンスを再塗装することとなった。長谷川は当時これについて「背景の山とグラウンドにマッチできるよう、フェンスを緑色一色に塗りつぶして広告をなくす。周囲の環境に合わせて（かつて神戸総合運動公園野球場の愛称だった）“グリーンスタジアム”という名称を拝借したい」と話し、同年8月16日に「フェンス塗り替え大作戦」と称して自ら刷毛を握ってフェンスを塗るパフォーマンスを行った。
かつては夏の高校野球鳥取大会の会場として使用されており（基本的には3年に一度）、決勝戦がサヨナラゲームになったり、大会序盤にサヨナラ勝ちで波に乗った高校が甲子園出場を果たしたりというサヨナラゲームに関する不思議な因縁がある。
内外野ともグラウンド状態が良いとは言えず、イレギュラーバウンドが頻発する。2005年（平成17年）、鳥取県高校野球連盟は土の入れ替えなど整備を行わなければ大会で使用しない旨を通達、市側も整備するに至ったが、あまり効果は出ていない。また、ベンチ裏に通路がない構造で、トイレに行くために観客席を通って球場外まで出なければならなかった（現在はトイレが設置されている）。
2016年（平成28年）10月の県中部の地震の影響で球場が破損し、一部使用不可となった。
2020年（令和2年）、施設の老朽化や経年劣化からスコアボードのLED化、バックスクリーンの改修、ブロック塀の撤去・改修が行われた。
施設の不備、中部地区の参加校補助員の少なさなどを理由に2011年（平成23年）夏の鳥取大会倉吉開催が危ぶまれたが、予算計上などの市の対応を県高野連は評価、開催を決定した。
しかし2014年（平成26年）の鳥取大会倉吉開催を最後に使用されていない（なお秋季鳥取大会、春季鳥取大会には現在も使用されている）。

## 施設概要
- グラウンド面積：27,804m2
- 両翼：92m、中堅：120m
- 内野：クレー舗装、外野：天然芝
- スコアボード：LED式（選手名・球審名の表示部無し）
- ナイター設備：6基（うち外野・左翼側の1基はラッキーゾーンとフェンスの間に設置）

## 交通
- 倉吉駅から日本交通・日ノ丸バスの倉吉市内方面各路線で「総合運動公園」下車